# Willys MB

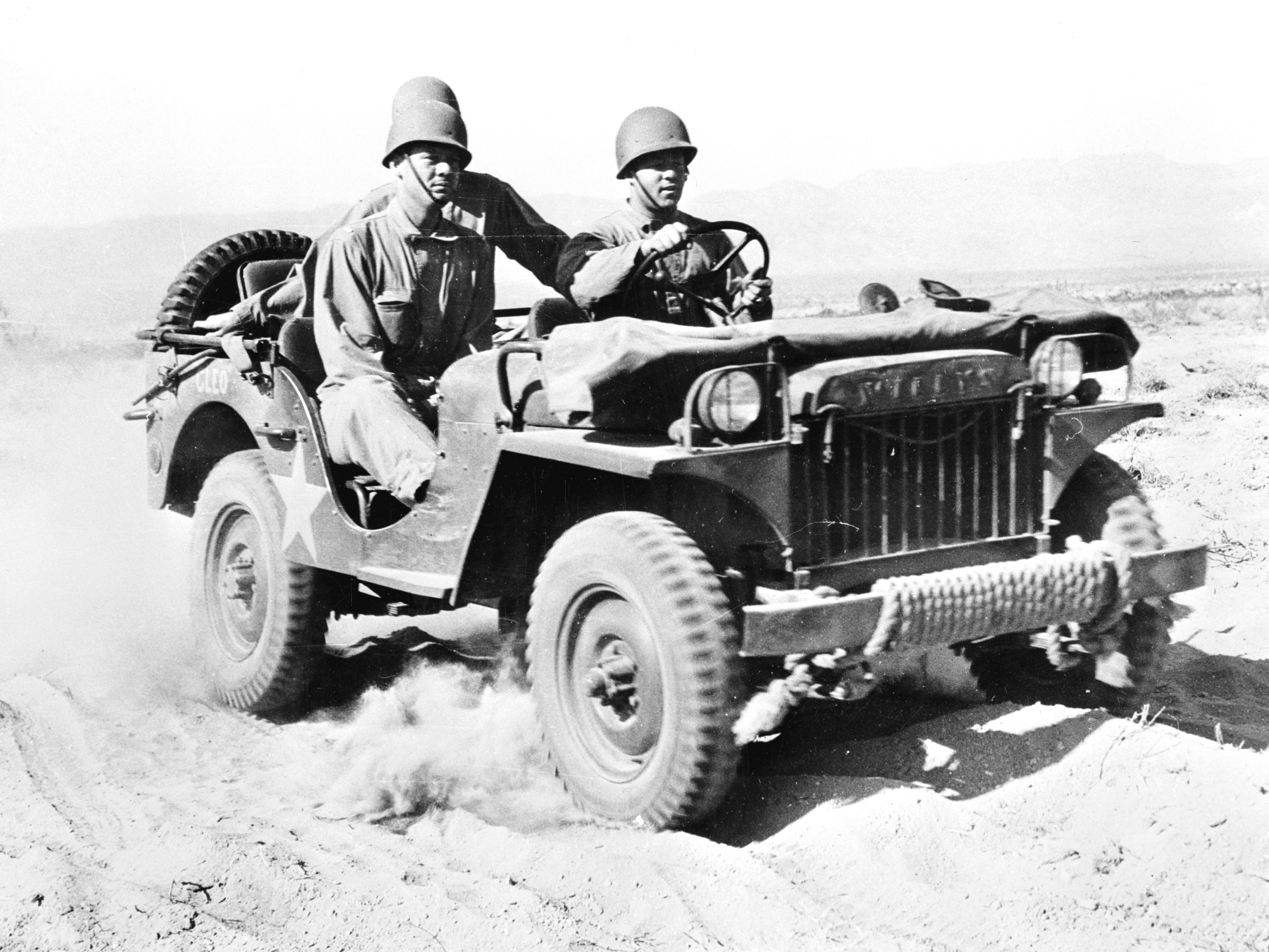
Jeep Willys MA en el Centro de Entrenamiento en el Desierto, Indio, California, junio de 1942

El Willys MB es un vehículo todoterreno de tracción en las cuatro ruedas, que fue desarrollado y fabricado por la empresa estadounidense Willys-Overland Motors. Su diseño no estaba basado en ninguna otra clase de vehículo, siendo concebido como respuesta a un llamamiento realizado en 1941 por el alto mando militar estadounidense, con el fin de proveer a sus tropas de un vehículo ligero y de tracción integral, para el traslado de los soldados por el frente de batalla, sobre cualquier tipo de terreno. A pesar de haber cumplido con las exigencias del concurso y de haber ganado la licitación para su producción, la Willys poseía una capacidad de producción muy limitada debido a haber sufrido los embates de la Gran Depresión, por lo que la licencia le fue extendida a la Ford Motor Company para colaborar con la producción del mismo vehículo, surgiendo de esta colaboración el Ford GPW, gemelo del Willys MB.
La presentación del Willys MB marcó un hito en la industria automotriz mundial, al inaugurar un segmento del cual años más tarde emergió el Willys Jeep, versión comercial del MB y que con el paso del tiempo dio forma a un nuevo concepto de automóvil que fue precisamente bautizado como jeep.

## Historia
Si bien fue la pequeña compañía Bantam de Pensilvania la que desarrolló el primer prototipo, el Ejercitó animó a Ford Motor Company y Willys-Overland Motors a presentar los suyos sobre la base del Bantam. El prototipo de Bantam era el de menos coste, mientras que el de Willys era el más potente, y el de Ford el que mayor comodidad de conducción presentaba (palanca de cambios, asientos, etc.). En un polémico concurso con intereses comerciales de por medio, finalmente se encargó a estas dos últimas la producción del vehículo, aunando lo mejor de cada prototipo y aduciendo su mayor capacidad de producción.
Todos ellos diferían en pequeños detalles, siendo el más conocido el Willys por su característica calandra con los faros integrados y capó plano. El modelo final contaba con parabrisas abatible, capacidad (en principio) para cinco ocupantes, carecía de puertas, era descubierto, aunque disponía de una capota y de cintas de seguridad en la zona de las puertas.
Gracias a su agilidad, versatilidad, tracción en terreno embarrado, pantanoso o helado, robustez y resistencia a las peores condiciones climatológicas, tuvo múltiples utilidades. Sirvió como ambulancia, como coche de mando y exploración con una ametralladora Browning en su caja trasera, como soporte de lanzacohetes y morteros, como camión de bomberos en portaaviones, como remolcador de piezas de artillería, vehículo de control aéreo en aeródromos, vehículo base para tropas paracaidistas, portando cable telefónico, con seis ruedas para patrullaje de la Guardia Costera, etc. Además, en el teatro de operaciones de Birmania fue adaptado como locomotora, y el SAS británico lo utilizó en sustitución de sus iniciales camiones en el norte de África y posteriormente en Francia como vehículo de asalto para atacar bases y convoyes armándolo con ametralladoras antiaéreas. Posteriormente, en 1942 se produjo una versión anfibia. Si bien, de menos éxito que su hermano mayor, fue bastante útil para los soviéticos.
De acuerdo con la ley de préstamo y arriendo fue suministrado en grandes cantidades a Gran Bretaña (debutando en la campaña del Norte de África con excelentes resultados) y la Unión Soviética, contribuyendo sobremanera a la motorización del Ejército rojo, donde también la GAZ hizo su propia versión.
Sus prestaciones eran superiores a su homólogo alemán el Kübelwagen Tipo 82 (basado en el Volkswagen Tipo 1 (Escarabajo)).
El Jeep no sólo es reconocido como la mayor contribución de EE. UU. a la guerra (General Marshall dixit), sino que abrió la puerta a una nueva generación de vehículos todo terreno con múltiples usos comerciales tras la II Guerra Mundial, como son toda la serie de Willys CJ (Civilian Jeep) ya fabricados para uso civil, a diferencia del MB o el GPW que se fabricaron únicamente para su uso en la guerra.
Después de la II Guerra Mundial el MB fue sustituido por el Willys M38. En Francia, Hotchkiss construyó bajo licencia Willys el modelo Hotchkiss M201, que muchas personas confunden equivocadamente con el MB o el GPW. Existen muchas páginas web que indican cómo distinguir las diferencias entre uno y otro, una en la que aparece todo claramente explicado en la Willys MB y Hotchkiss M201.

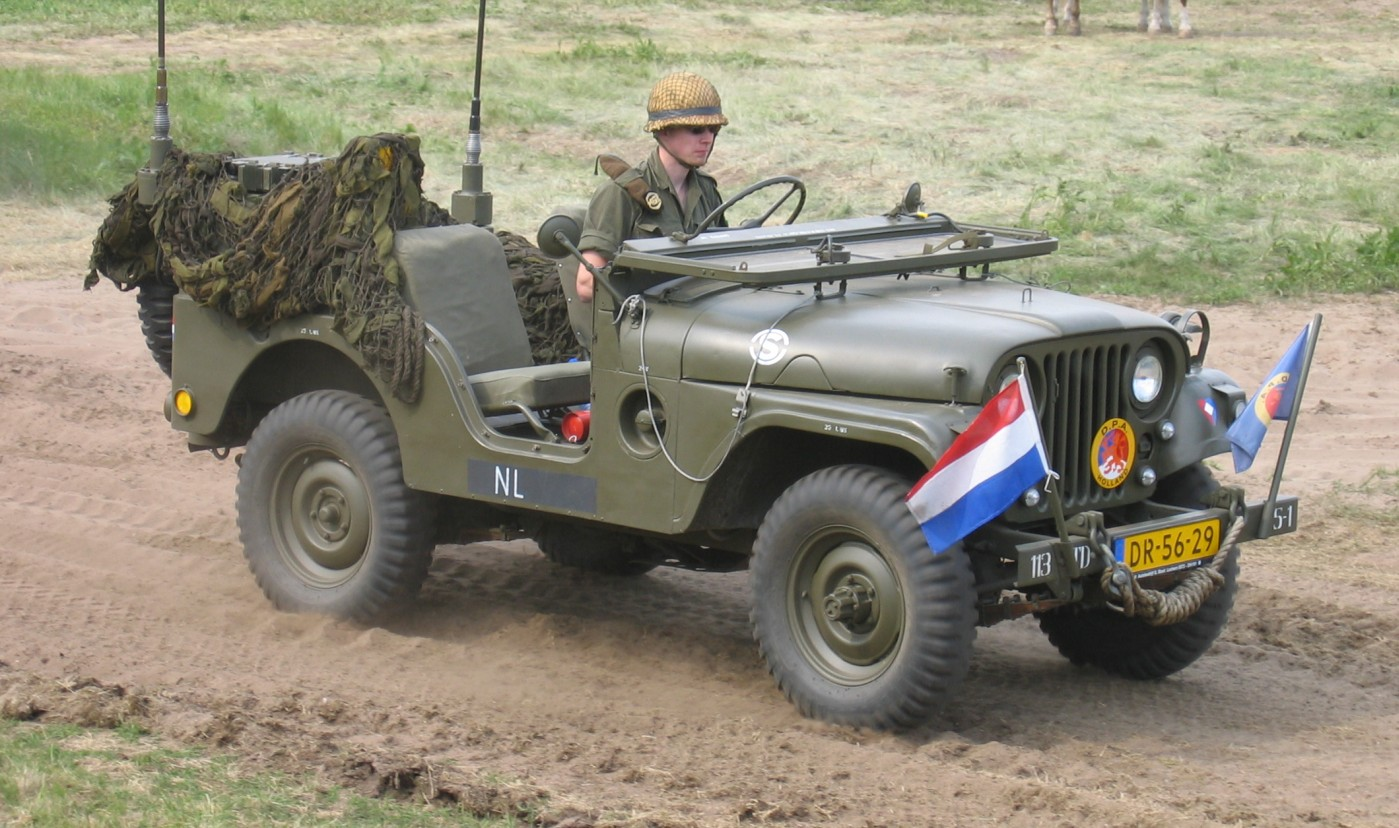
Willys M38a1 del Ejército Real Neerlandés

### Origen del término «jeep»
Al parecer su nombre es una derivación de las siglas en inglés de «General Purpose» GP (propósitos generales) que era la especificación militar del vehículo. De «yipi», quedó en «Jeep». No obstante, también hay versiones que no tienen porqué ser contradictorias, sino complementarias de que su denominación procede de «Eugene the Jeep», un personaje de Popeye; en concreto, una mascota de Olivia con poderes fantásticos.

### Tren motor
- Motor: Willys L134 4 cil. en línea - in³ (2197cm³)[2]
- Potencia: 60 CV (45 kW) a 4000 rpm
- Par motor: 105 libras-pie. (142 Nm) a 2000 rpm